# 安田通
安田通（やすだとおり）は、愛知県名古屋市昭和区の地名。現行行政地名は安田通1丁目から安田通7丁目。住居表示未実施。

## 地理
名古屋市昭和区中央北部に位置する。西は千種区、南は川名町・川原通、北は折戸町・萩原町に接する。

## 歴史

### 地名の由来
字名に由来する。名古屋城築城の際に、勘定方役人であった鈴木安太夫重政が、当地において用材を調達し、その跡地を開墾したことによるという。

### 沿革
- 1938年（昭和13年）12月1日 - 昭和区広路町の一部により、同区安田通として成立[1]。
- 1950年（昭和25年）7月15日 - 昭和区広路町の一部を編入する[1]。

## 世帯数と人口
2019年（平成31年）1月1日現在の世帯数と人口は以下の通りである。
| 町丁   | 世帯数  | 人口    |
| ------ | ------- | ------- |
| 安田通 | 628世帯 | 1,147人 |

### 人口の変遷
国勢調査による人口の推移
| 1950年（昭和25年） | 443人   | [ 10 ] |  |
| 1955年（昭和30年） | 646人   | [ 10 ] |  |
| 1960年（昭和35年） | 660人   | [ 11 ] |  |
| 1965年（昭和40年） | 988人   | [ 11 ] |  |
| 1970年（昭和45年） | 1,003人 | [ 12 ] |  |
| 1975年（昭和50年） | 800人   | [ 12 ] |  |
| 1980年（昭和55年） | 817人   | [ 13 ] |  |
| 1985年（昭和60年） | 820人   | [ 13 ] |  |
| 1990年（平成2年）  | 757人   | [ 14 ] |  |
| 1995年（平成7年）  | 797人   | [ 15 ] |  |
| 2000年（平成12年） | 823人   | [ 16 ] |  |
| 2005年（平成17年） | 917人   | [ 17 ] |  |
| 2010年（平成22年） | 972人   | [ 18 ] |  |
| 2015年（平成27年） | 1,136人 | [ 19 ] |  |

## 学区
市立小・中学校に通う場合、学校等は以下の通りとなる。また、公立高等学校に通う場合の学区は以下の通りとなる。なお、小・中学校は学校選択制度を導入しておらず、番毎で各学校に指定されている。
| 小学校                                    | 中学校                                    | 高等学校 |
| ----------------------------------------- | ----------------------------------------- | -------- |
| 名古屋市立広路小学校 名古屋市立川原小学校 | 名古屋市立駒方中学校 名古屋市立川名中学校 | 尾張学区 |

## 交通
- 国道153号[7]

## 施設
- 安田市場[7]
- 川原通郵便局[7]
- 東海農政局安田庁舎 - 東海農政局本局の一部部課、愛知県拠点、木曽川水系土地改良調査管理事務所が入居。
- 浄土宗隆正寺[7]

## その他

### 日本郵便
- 郵便番号 : 466-0857[4]（集配局：昭和郵便局[22]）。